# Mihai Lupu
Mihai Lupu (n. 26 octombrie 1962, Podu Iloaiei, România) este un om politic român ales în Camera Deputaților în legislatura 2008–2012 în județul Constanța din partea PNL.
A fost director general al Oil Terminal Constanța din 2005.
Deține compania Construcții Hidrotehnice Iași. Este un consilier județean Constanța în legislatura 2020-2024.